# Orbiting Astronomical Observatory

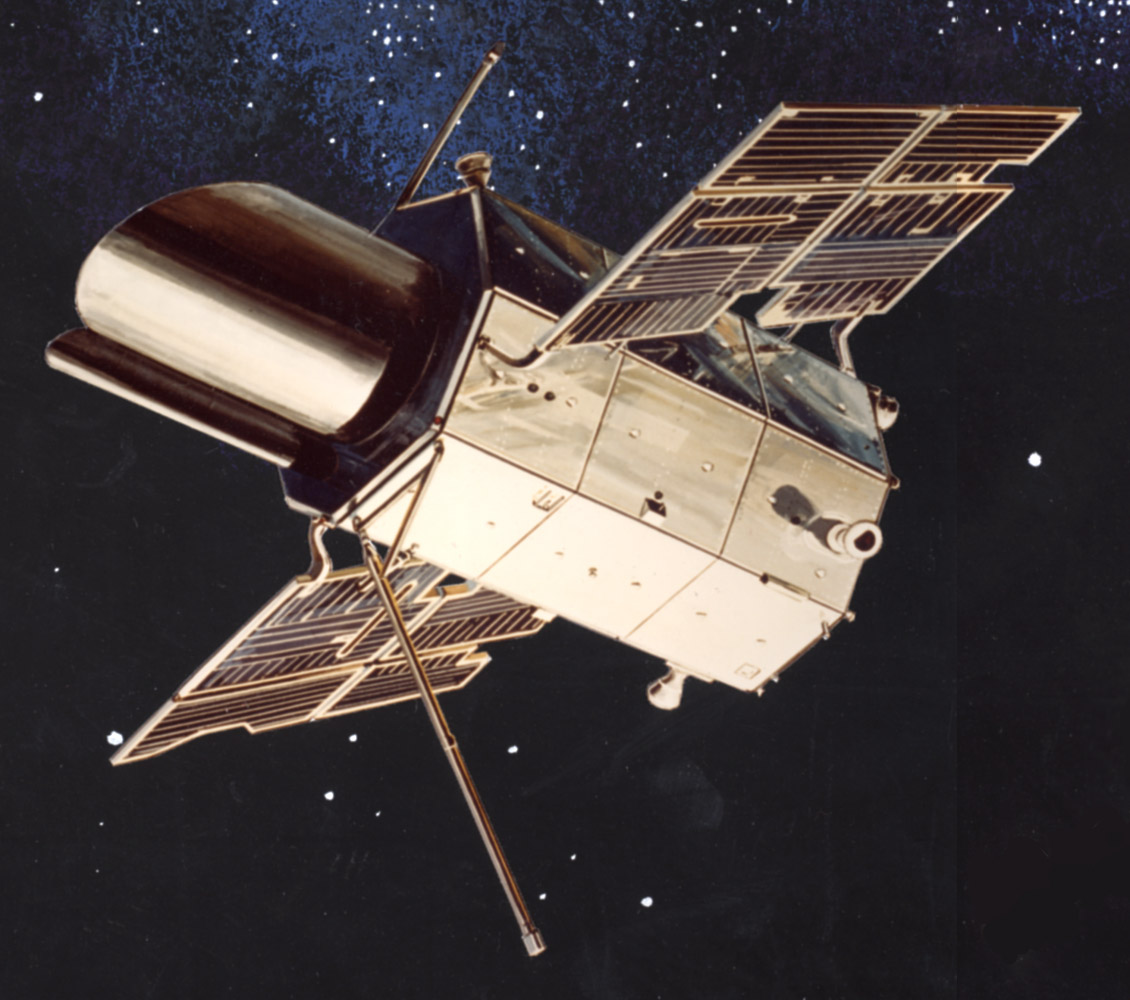
Concepção artística do OAO-1 em órbita.

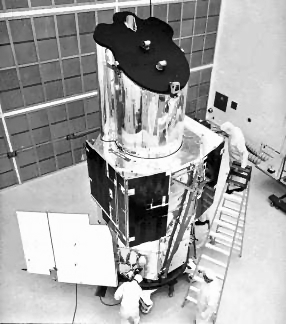
Imagem do OAO-3.

O Orbiting Astronomical Observatory (ou OAO) foi uma série de satélites lançados pelos Estados Unidos entre os anos de 1966 e 1972. Os satélites da série forneceram as primeiras observações de alta qualidade de muitos objetos em ultravioleta. Apesar de duas missões OAO foram fracassos, o sucesso dos outros dois aumentaram a consciência dentro da comunidade astronômica dos benefícios de observações espaciais, e levou à instigação do Telescópio Espacial Hubble.
Chamado de Observatório Astronômico Orbital em português.

## OAO-1
O primeiro OAO foi lançado com sucesso no dia 8 de abril de 1966, levando os instrumentos para detectar raios ultravioleta, raios-X e a emissão de raios gama. No entanto, antes que os instrumentos pudessem ser ativados, uma falha de energia resultou no cancelamento da missão depois de três dias.

## OAO-2
O OAO-2 foi lançado em 7 de dezembro de 1968 e levou 11 telescópios ultravioletas. Observou com sucesso até Janeiro de 1973, e contribuiu para muitas descobertas astronômicas significativas. Entre estes estavam a descoberta de que os cometas são cercados por enormes halos de hidrogênio, centenas de milhares de quilômetros de diâmetro, e observações de supernovas, que descobriu que o seu brilho UV frequentemente aumentada durante o declínio do seu brilho óptico.

## OAO-B
O OAO-B era um satélite com um telescópio UV de 38 polegadas, e deveria ter fornecido espectros de objetos mais fracos do que já havia sido observado. O foguete não conseguiu separar o satélite após o lançamento em 3 de novembro de 1970 e o satélite queimou, reentrando na atmosfera terrestre.

## OAO-3 (Copernicus)
OAO-3 foi lançado em 21 de agosto de 1972, e provou ser a mais bem sucedida das missões OAO. foi nomeado como Copernicus para marcar o 500º aniversário do nascimento de Nicolau Copérnico. O Copernicus operou até fevereiro de 1981, e registrou espectros de alta resolução de centenas de estrelas, juntamente com extensas observações de raios-X e infravermelho. Entre as importantes descobertas feitas por Copérnico foram a descoberta de vários longo período pulsares, com tempos de rotação de muitos minutos em vez do mais típico de segundos ou menos.

## Lançamentos
- OAO-1: foguete Atlas-Agena D do Complexo de Lançamento 12 da Estação da Força Aérea de Cabo Canaveral, Florida, EUA
- OAO-2, OAO-B e OAO-3: foguete Atlas-Centaur do complexo de lançamento 36 da Estação da Força Aérea de Cabo Canaveral, Florida, EUA.

## Ligações Externas
- Gunter's Space Page: OAO-1
- OAO-3 Goddard Spaceflight Center
- Copernicus website

1. ↑  «Importante satélite lançado pela NASA». Diário de Notícias - Hemeroteca Digital. 8 de dezembro de 1968. Consultado em 30 de agosto de 2024